# فایت پرینس
فایت پرینس (انگلیسی: Faith Prince؛ زادهٔ ۶ اوت ۱۹۵۷) یک بازیگر سینما، هنرپیشه، و خواننده اهل ایالات متحده آمریکا است.
از فیلم‌ها یا برنامه‌های تلویزیونی که وی در آن نقش داشته‌است می‌توان به آخرین اژدها، تصویر کامل پدر قهرمان من، کاملاً مال خودمان و دختران مادی اشاره کرد.